# TI-80
TI-80 é uma calculadora gráfica fabricada pela Texas Instruments. Foi originalmente projetada em 1995 para ser usada em escolas de ensino médio.

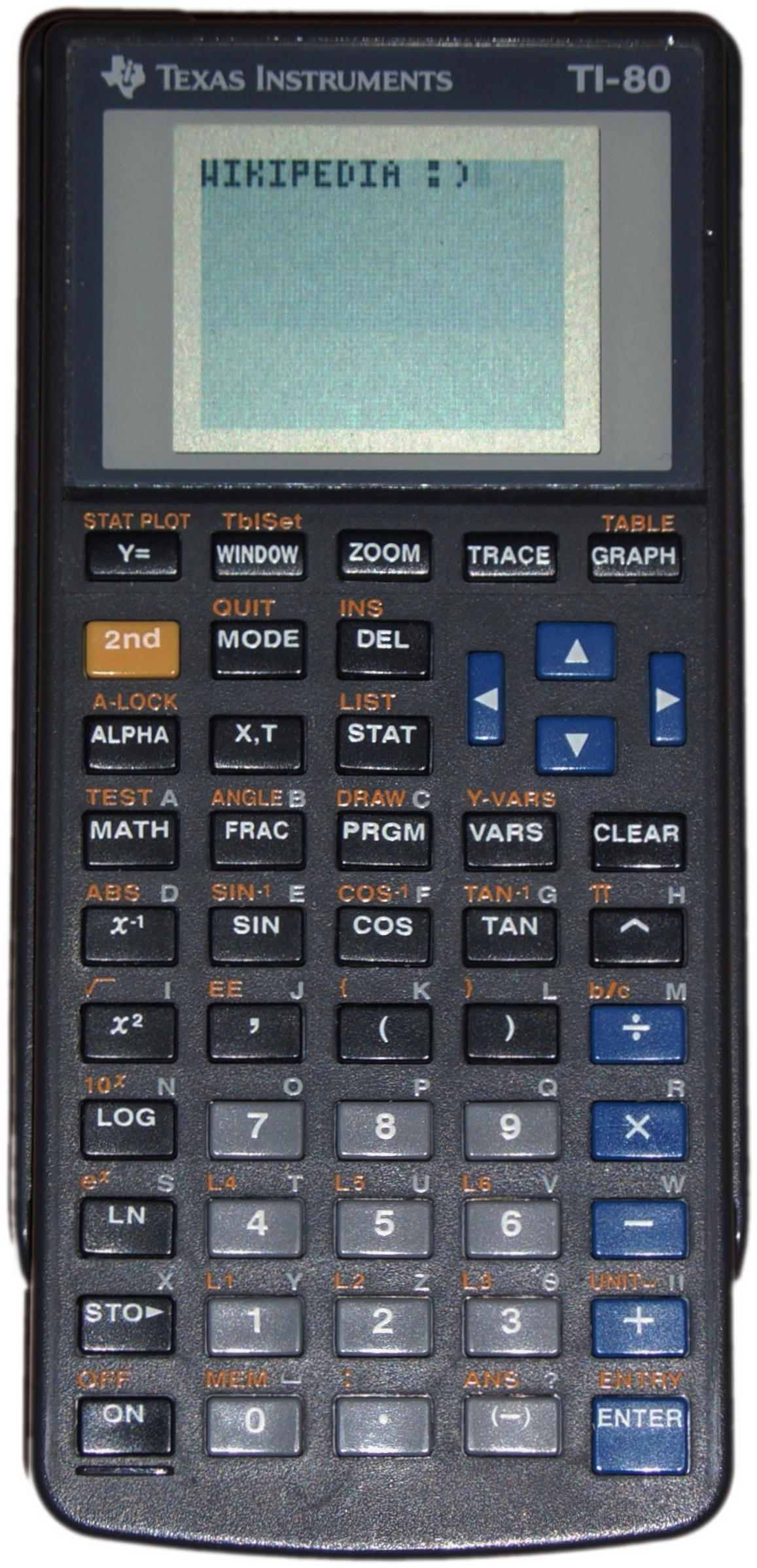
TI-80

Foi suplantada pela TI-73 e TI-73 Explorer. A produção da TI-80 foi encerrada.